# مت دوک
مت دوک (انگلیسی: Matt Duke؛ زادهٔ ۱۶ ژوئن ۱۹۷۷) یک بازیکن فوتبال اهل بریتانیا است.